# Municipalità distrettuale di Muskoka
La municipalità distrettuale di Muskoka è una suddivisione dell'Ontario in Canada, nella regione dell'Ontario centrale. Al 2006 contava una popolazione di 57 563 abitanti. Il suo capoluogo è Bracebridge.